# 日本國鐵DD14型柴油機車
DD14型柴油机车（日语：DD14形ディーゼル機関車）是日本國有鐵道的一款旋转式除雪柴油機車。

## 开发背景
在日本国有铁道的20,000多公里营业里程的铁路网当中，有三分之一位于日降雪量达到80厘米的大雪区，因此除雪车辆对于保障冬季的铁路运输安全尤其重要。在1960年代以前，日本国铁拥有的约300辆除雪车辆，仍然全部使用蒸汽機車作为动力。1957年，随着铁路运输量伴随日本经济高速增长，日本国铁宣布执行第一个五年计划（1957年—1961年），旨在提高铁路系统运输能力和推进牵引动力现代化。1958年，日本国铁成功研制了DD13型液力传动柴油机车，并迅速成为国铁调车柴油机车的主力车型，大大加快了国铁旧型蒸汽机车的淘汰速度。1959年，日本国铁开始在DD13型柴油机车的基础上，开发研制新一代的现代化除雪车辆，并于1960年12月试制成首台DD14型除雪柴油机车。
DD14型除雪柴油机车的动力传动系统基本上与DD13型柴油机车保持相同，每台机车装有两台500马力的DMF31SB-R型柴油机，并通过成熟可靠的DS1.2/1.35型液力传动装置提供牵引及除雪动力，除雪装置则采用除雪效率较高的旋转式。以往使用的旧型除雪车辆不仅结构笨重又无法自力走行，而且除了每年冬季降雪期间使用外其余时间均处于闲置状态，导致其运用效率和经济性非常低。因此，从DD14型柴油机车开始的国铁现代化除雪车辆，全部皆以多功能的兼用原则进行设计，设置在机车前端的除雪装置可以按需要分拆出来，平时无需执行除雪任务时可以作为普通的调车机车使用。
1960年至1964年，日本国铁对3台分别装用不同形式除雪装置的原型车（DD14 1～3），在新潟地区和北海道进行了多次除雪试验。1965年，日本国铁决定使用螺桨式设计的B型除雪装置，汽車製造大阪工厂开始批量生产DD14型柴油机车，截至同年底共生产8台基本番台机车（DD14 1～8）。从1966年开始生产的DD14型柴油机车改为使用DT113G型转向架，由于这种转向架无法与以前的DT113A型转向架互换使用，因此将这批机车称为300番台机车以作区分。至1979年停产为止，汽車製造大阪工厂和川崎重工业兵库工厂生产了35台300番台机车（DD14 301～335）。

## 运用历史

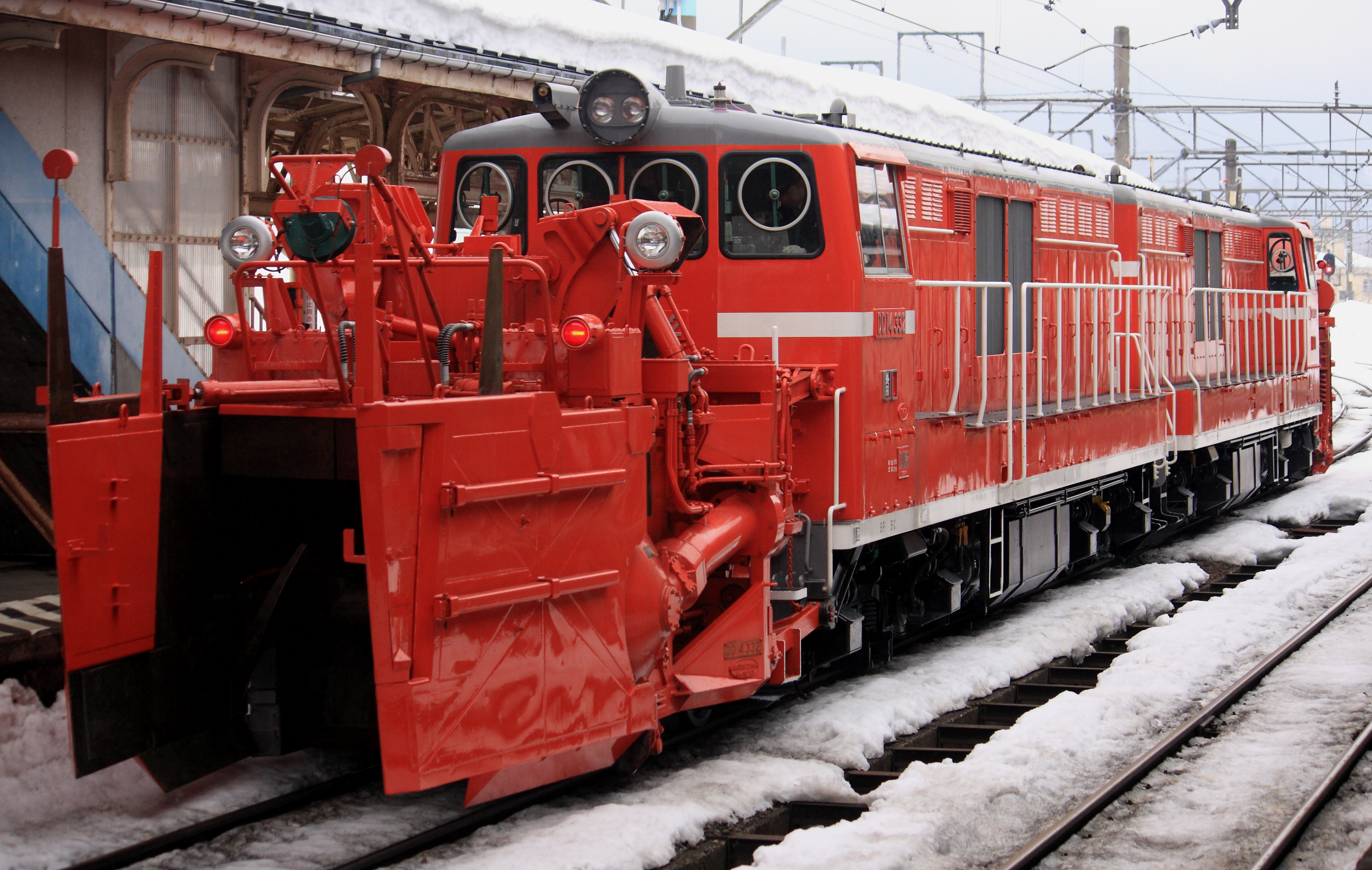
JR東日本的DD14 327、332號除雪機車（2012年）

1960年代至1970年代期间，DD14型除雪柴油机车被广泛配属到国铁东北、中部、新潟、北海道支社下辖的铁道管理局，包括新潟、秋田、長野、山形、長岡、郡山、盛岡、青森、富山、苗穗、旭川、釧路、名寄等地。1987年4月1日國鐵分割民營化之际，除了5台已除籍报废的机车外，其余40台DD14型柴油机车都被新成立的旅客铁道公司繼承，其中北海道旅客鐵道（JR北海道）17台、東日本旅客鐵道（JR东日本）20台、西日本旅客鐵道（JR西日本）3台。
国铁分割民营化之后，DD14型除雪柴油机车的运用频率越来越少，除了因为日本冬季的降雪量减少外，另一个主要原因是小型除雪軌道車开始被引入使用。以往的除雪柴油机车一般都是以排雪列车的名义，在天窗期间进入局部封闭的线路执行除雪作业，并且必须由具有柴油机车司机资格的乘务人员驾驶。而小型除雪轨道车原则上只属于线路养护机械，因此即使没有铁路车辆操作者许可的人士，在经过必要的操作训练后也能够驾驶，所以这些铁道公司也倾向使用除雪轨道车以节省成本。
JR北海道的DD14型柴油机车在深名線被废止后于1996年全部停运报废，JR西日本在北陆地区运用的DD14型柴油机车亦在2002年全部报废。而JR东日本的DD14型柴油机车仍然在新潟和东北地区使用了一段较长时间，原因是这种除雪机车对于水分较多的湿雪有较佳的除雪能力，直到新一代的ENR-1000型除雪轨道车于2007年投入使用后，JR东日本才开始大量报废DD14、DD16、DE15型除雪柴油机车。较为特别的是，JR东日本的DD14型柴油机车不仅用于线路除雪，还曾经用来牵引临时团体列车，例如在2008年3月28日、29日的上越線通车77周年纪念活动，“信濃川号”、“小出銀嶺号”以及“磐越物语号”临时列车在長岡至水上间的牵引任务皆由DD14 333、334号机车担当。
截至2018年7月，JR东日本仍然保有2台DD14型柴油机车：封存於盛岡車輛中心青森派出所的DD14 310号；及配属于长冈车辆中心仍可發動作為冬季緊急用除雪車的DD14 327号。2015年以前長岡車輛中心的DD14运用区段为信越本線直江津至黑姬间。由于北陸新幹線长野至金泽段将按计划于2015年春季建成通车，届时与之并行的信越本線部分区段将移交第三部門鐵道业者营运，因此JR东日本没有为信越本线配备ENR-1000型除雪轨道车的打算，并继续使用DD14、DE15型除雪机车。

## 技术特点

### 总体布置

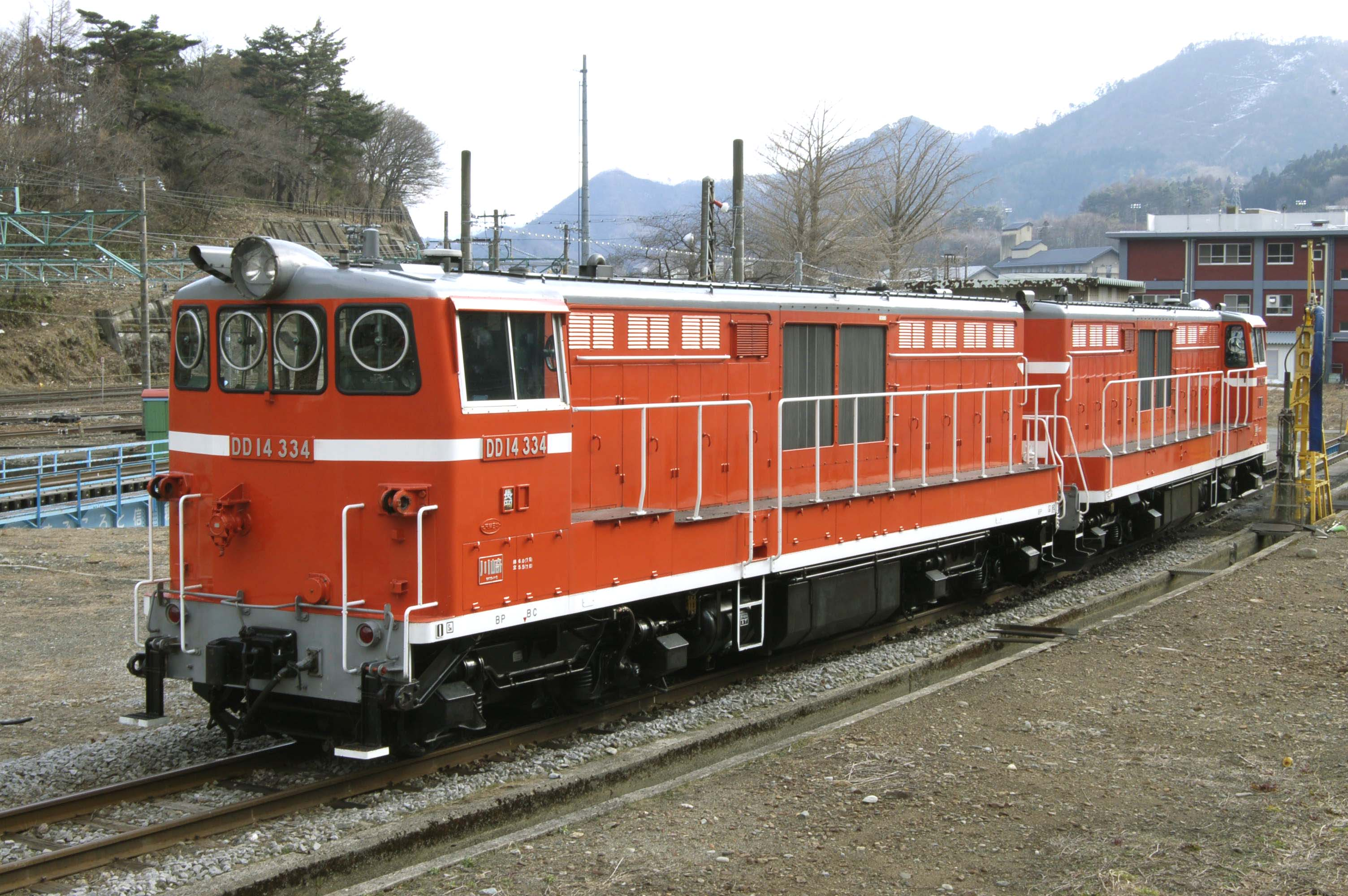
两台重联连接的DD14型柴油机车

DD14型柴油机车是兼作调车机车的液力传动除雪柴油机车，车体外形与采用中间司机室布置的DD13型柴油机车差异甚大。为了使司机在执行除雪作业时具有良好的瞭望视野，DD14型柴油机车采用了特殊的单端司机室布置，从前端至后端顺序布置有司机室、第一动力室、冷却室、第二动力室，除雪装置可通过自动车钩连接在靠近司机室的前端。由于连接除雪装置的动力输出轴设在车体底架和司机室地板之间，因此司机室、动力室、冷却室均需要提升高度，动力室和冷却室顶盖与司机室齐平，车体高度比DD13型柴油机车提高了约160毫米。
司机室内机车运行方向的左侧设有司机操纵台，右侧设有副司机座席及手制动手柄。为了便于进行调车作业时的司机瞭望，司机操纵台同样采用司机侧身操作的纵向布置方式。虽然这款机车按照原本的设计可拆掉除雪装置，并作为调车机车担当调车及小运转任务，但由于从司机室往后端方向的瞭望视野很差，因此该型机车极少用于执行需要频繁变换行驶方向的调车作业。机车采用由底架承载的罩式车体，车体底架中段下部吊装着一个燃油箱，机车两侧设有与司机室相连的外走廊，机车后端及中部设有扶手及登车脚踏。机车下部装有两台结构相同的二轴转向架。

### 动力系统
DD14型柴油机车的动力传动系统与DD13型柴油机车基本相同，机车上搭载两套相同的动力机组。机车装用两台DMF31SB-R型柴油机，这是一种四冲程、六气缸、直列式、废气涡轮增压的水冷式高速柴油机，气缸直径为180毫米，活塞行程为200毫米，持续功率为500马力（370千瓦），额定转速为每分钟1500转。每台柴油机直接驱动一台振兴造机制造的DS1.2/1.35型液力传动装置，从两组液力传动装置输出的扭矩，通过万向轴、换向齿轮装置、车轴齿轮箱传动轮对。
液力传动装置除了提供走行动力外亦用来驱动除雪装置。当机车单机执行除雪作业时，两台动力机组分别作为牵引和除雪动力。当两台机车重联执行除雪作业时，本务机车的两台动力机组均用于提供除雪动力，而补机仅用于提供牵引动力及推动本务机车前进。单机执行除雪作业时由于输出功率的限制，不仅除雪能力下降而且运行速度亦显著降低，因此DD14型柴油机车通常采用重联方式执行除雪作业，本务机和补机两者以尾端对尾端方式连接，并通过重联控制系统对两台机车进行控制。DD14型柴油机车不但可以与同型车重联控制，也可以使用DD13型或DE10型等柴油机车作为补机。

### 除雪装置

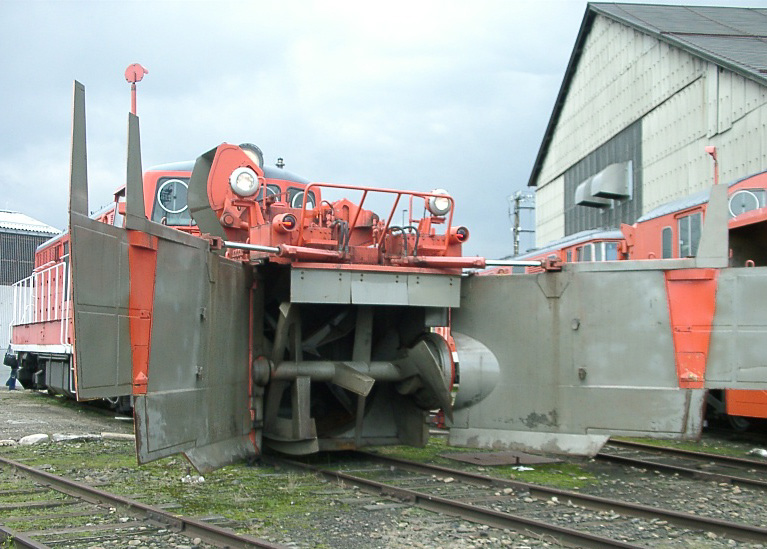
完全打开侧翼板状态的量产化（B型）除雪装置，可清楚看见装有刮雪刀的螺桨式除雪机，以及位于顶部的旋转式抛雪筒

旋转式除雪装置安装在一台单轴转向架上。最初生产的DD14 1号原型车试用风扇式除雪机，通过两个朝向线路方向并列的叶轮的高速旋转吸入线路积雪，并使雪由除雪装置顶部的两个抛雪筒向线路两侧吹出。这台机车在北海道干雪环境的除雪试验中基本上达到了预定要求，但若果这种除雪装置在本州的湿雪环境下使用，则容易因雪被葉輪压缩而形成雪块和积聚在除雪装置内；此外，由于这种除雪装置的除雪速度较低，不太适合列车运行密度较高的铁路干线上使用，因此其除雪能力和投雪距离亦需要加以改进。
根据DD14 1号原型车的经验，翌年落成的DD14 2、3号机车则采用了粉碎式除雪机。DD14 2号机车装用由苗穗工厂参考西德乌尼莫克除雪车后开发的A型除雪装置，前端装有一个具有横向旋转轴的大型鼓轮，旋转鼓轮上装有螺纹铣刀状的刮雪板，鼓轮高速旋转将线路积雪打碎并从抛雪筒抛出。DD14 3号机车装用由新津工厂开发的B型除雪装置，这是一种具有横向旋转轴的螺桨式除雪机，旋转轴装有多把辊棒状刮雪刀以打碎积雪，然后被叶轮吸入后由抛雪筒向线路两侧吹出。两种除雪装置均配有两侧的侧翼板，当侧翼板完全打开时最大除雪宽度可达5米。
1964年初，两台机车先后在新潟地区和北海道进行除雪试验。试验结果显示，B型除雪装置具有优异的除雪效率，每小时除雪量最多可达4400～5500吨，是A型除雪装置的两倍以上；B型除雪装置的抛雪距离约为20～30米，而A型除雪装置则可超过50米，但亦因而带来前方视野被大幅阻挡的缺点。同年，通过对B型除雪装置的侧翼板进行延长改造，成功将最大除雪宽度扩展至6米。1965年，日本国铁认为B型除雪装置的综合性能较好，并决定在批量生产的DD14型柴油机车上采用。后来，DD14 1、2号机车亦改装B型除雪装置。此外，量产的B型除雪装置采用了液压控制，而DD13 3号机车则采用压缩空气控制，后来亦统一为液压控制。
最初除雪装置的抛雪筒方向是采用固定设计，司机可以按需要选择从其中一个或同时两个抛雪筒抛雪，而投雪角度可以连续调整（左侧抛雪筒45°、右侧抛雪筒60°）。但这种抛雪方式的缺陷是，除雪作业时抛出的雪经常击坏线路两侧的通信线路和房舍门窗玻璃，因此后来又将抛雪筒改造成旋转式，使司机可以通过调节抛雪筒的旋转角度来控制投雪方向，使之不仅可以向两侧抛雪也可以向前方线路抛雪。除此之外，除雪装置还可以通过加装阶梯形侧翼板，从而将最大除雪宽度延展至7米。

### 转向架

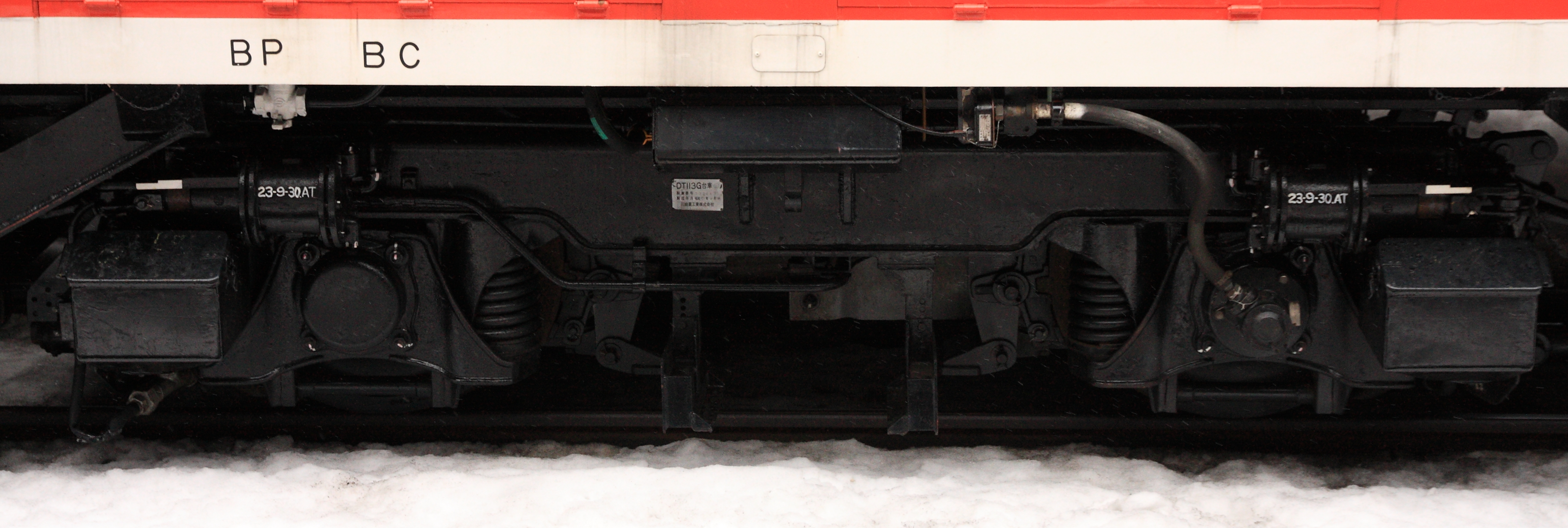
DT113G型转向架

机车走行部为两台二轴转向架。最初生产的八台DD14型柴油机车采用DT113A型无均衡梁式转向架。转向架采用钢板焊接成箱型结构的“H”字形构架以及导框式轮对轴箱定位装置，轴箱弹簧装置为轴箱两侧的螺旋弹簧。转向架采用心盘承载方式支承车体重量，车体重量通过下心盘坐落在转向架构架上。基础制动装置为双侧闸瓦制动，每个轮对左右两侧各设有一个制动缸。
从1966年生产的DD14型300番台机车开始，提高了双曲线螺旋伞齿轮的强度，并改为采用整体辗钢车轮，转向架型号变更为DT113G型以作区分。

## 让渡车辆

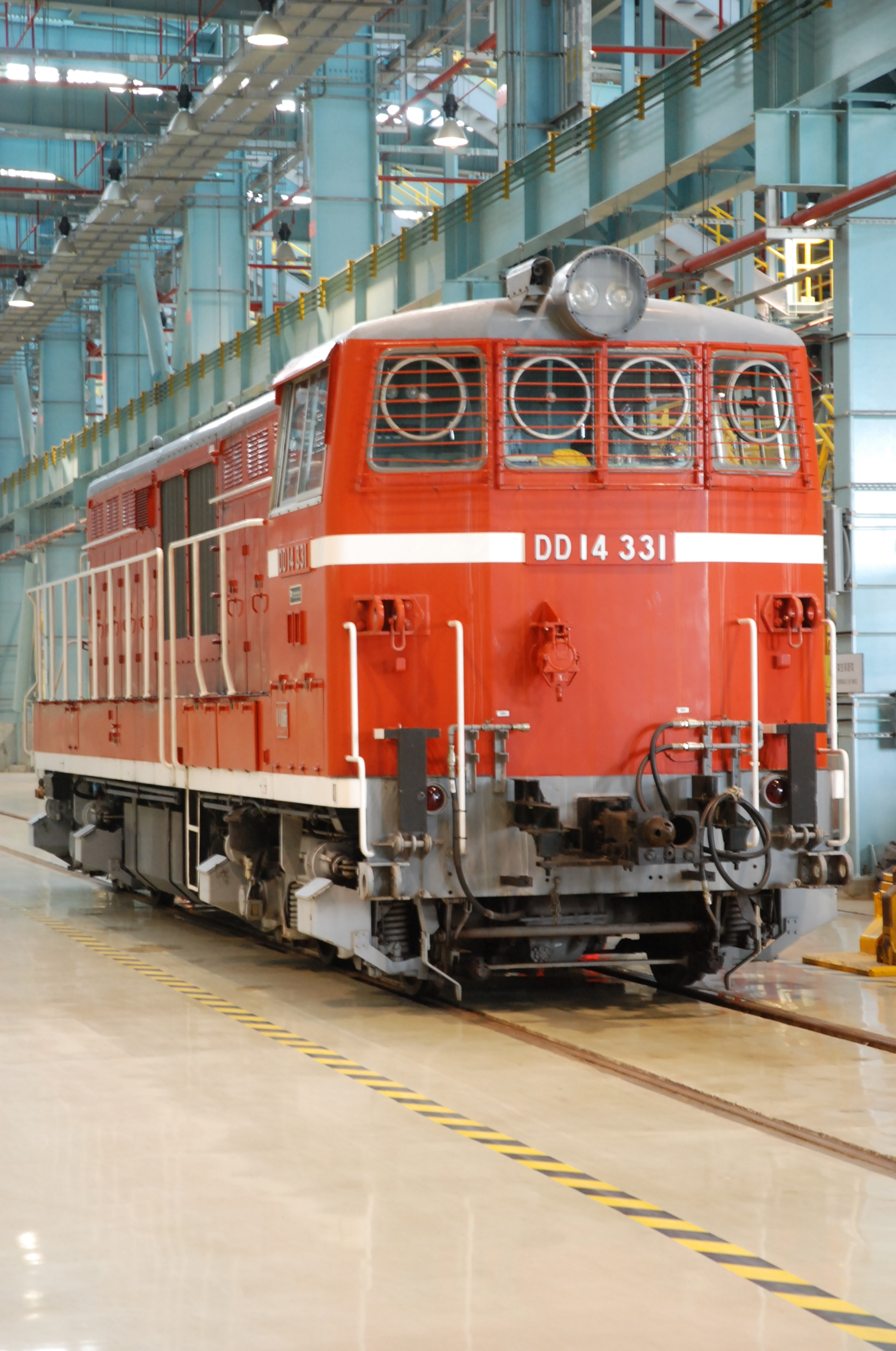
燕巢總機廠內的DD14 331號機車

原属于JR东日本的DD14 331号机车于2003年退役后被让渡予負責興建台灣高速鐵路的台灣新幹線株式會社（TSC），用来牽引以退役0系電聯車頭車改裝的建築限界確認車，並在高雄市的燕巢總機廠內作為調車機車使用。這台機車在川崎重工业神户工厂进行改装标准轨距转向架和密接式车钩的改造後，於2004年7月随同第二組700T型電聯車運抵台灣，同時運抵台灣還有建築限界確認車和DD16型柴油機車各一輛。

## 车辆保存
- DD14 1号机车：静态保存于北海道三笠市的三笠铁道纪念馆（日语：三笠鉄道記念館）。
- DD14 312号机车：静态保存于北海道北見市常盤町，屬於私人擁有車輛。
- DD14 323号机车：静态保存于北海道小樽市的小樽市综合博物馆。
- DD14 332號機車：靜態保存於新潟市新津鐵道資料館。